# Douradina
Douradina là một đô thị thuộc bang Mato Grosso do Sul, Brasil. Đô thị này có diện tích 280,689 km², dân số năm 2007 là 4900 người, mật độ 17,46 người/km².